# NEWS DOME PARTY 2010 LIVE! LIVE! LIVE! DVD!
《NEWS DOME PARTY 2010 LIVE! LIVE! LIVE! DVD!》는 NEWS의 5번째 라이브 비디오 음반이다.

## 개요
약 1년 8개월만에 도쿄와 오사카에서 실시한 〈LIVE! LIVE! LIVE! NEWS DOME PARTY 2010〉의 마지막 날(9/28)의 도쿄 돔 공연을 수록.
2010년 11월에 발매된 Fighting Man도 이 콘서트가 첫 피로이다.
DISC1, DISC2는 초회·통상 모두 공통이다.
첫 주 12만 6000매를 매상, 2011년 1월 3일자 오리콘 종합 DVD 랭킹으로 1위를 획득했다. 이것은 첫 DVD 《NEWS 일본 0304》부터 5작 연속 뮤직 DVD 부문 1위가 된다.

### 초회 생산 한정
- 스페셜 패키지/삼방면 케이스 입
- 48P 소책자
- 3매 세트 (투어 다큐멘터리)

### 통상 사양
- 2매 세트 (DISC1, DISC2만)
- 네 번 접은 인쇄물 봉입

## 수록 내용

### DISC1
1. OVERTURE
2. 恋のABO / 사랑의 ABO
3. weeeek
4. さくらガール / 벚꽃걸
5. SUMMER TIME
6. 紅く燃ゆる太陽 / 붉게 타오르는 태양
7. 星をめざして / 별을 향해서
8. Dancin' in the Secret
9. MC
10. 僕のシンデレラ / 나의 신데렐라 (테고마스)
11. 夜は星をながめておくれ / 밤엔 별을 올려다봐줘 (테고마스)
12. 言いたいだけ / 말하고 싶을 뿐 (코야시게: 코야마 케이치로, 카토 시게아키)
13. エンドレス・サマー / 엔드리스 서머
14. サヤエンドウ / 사야엔도
15. 太陽のナミダ / 태양의 눈물
16. 秋の空 / 가을 하늘
17. 生まれし君へ / 태어나는 너에게
18. BE FUNKY!
19. LIVE

### DISC2
1. code (니시키도 료 솔로)
2. 内容の無い手紙 / 내용 없는 편지
3. Happy Birthday
4. NEWSニッポン / NEWS 일본
5. チェリッシュ / 체리시
6. One in a million (야마시타 토모히사 솔로)
7. Forever
8. SNOW EXPRESS
9. ワンダーランド / 원더랜드
10. TEPPEN
11. 希望～Yell～ / 희망~Yell~
12. Share
13. D.T.F
14. 2人/130000000の奇跡 / 1억 3천만 분의 2명의 기적
15. 恋のABO / 사랑의 ABO
16. Fighting Man

### DISC3
LIVE! LIVE! LIVE! -DOCUMENTARY FILMS-
9/18 ~ 20 KYOCERA DOME OSAKA
9/25 ~ 28 TOKYO DOME